# Acianthera nemorosa
Acianthera nemorosa är en orkidéart som först beskrevs av João Barbosa Rodrigues, och fick sitt nu gällande namn av Fábio de Barros. Acianthera nemorosa ingår i släktet Acianthera och familjen orkidéer. Inga underarter finns listade i Catalogue of Life.

## Bildgalleri

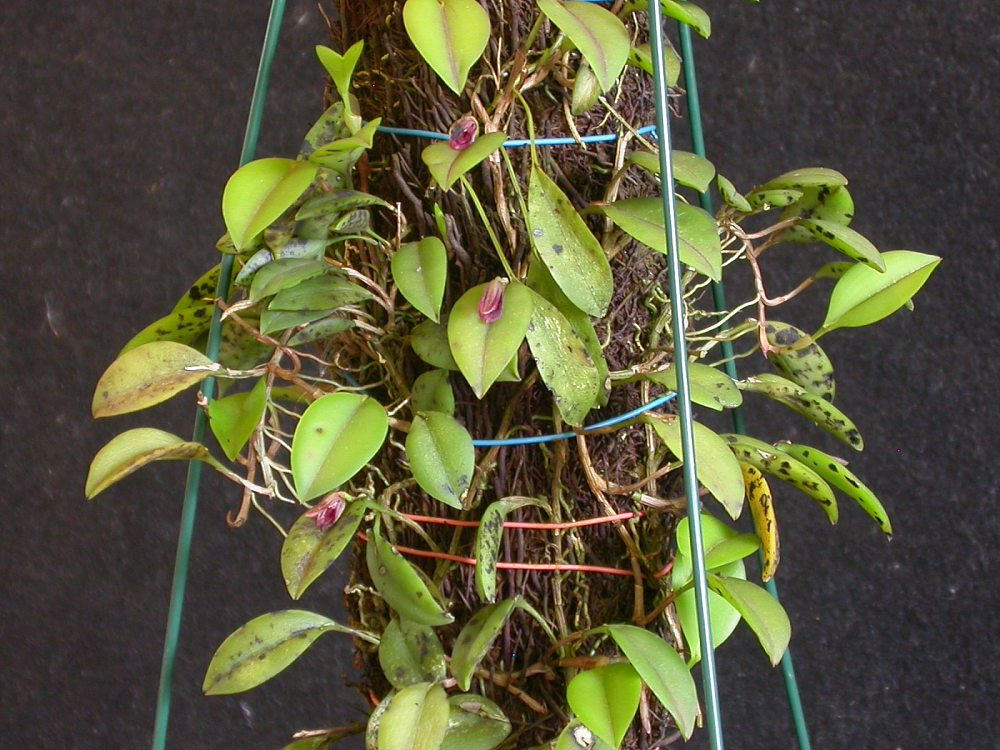
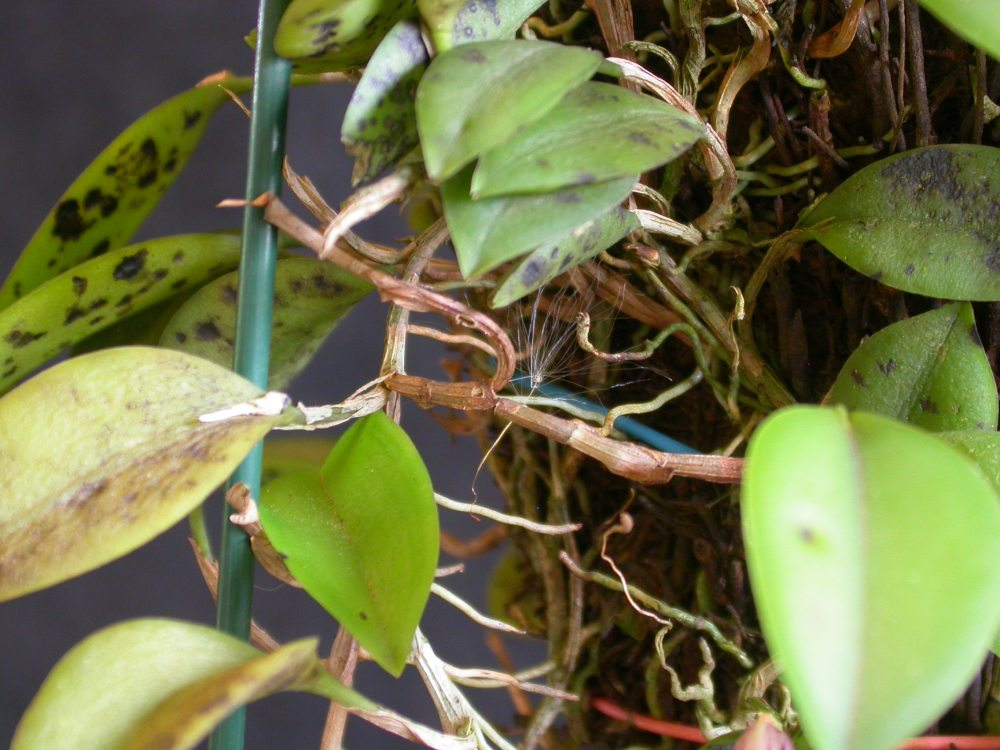
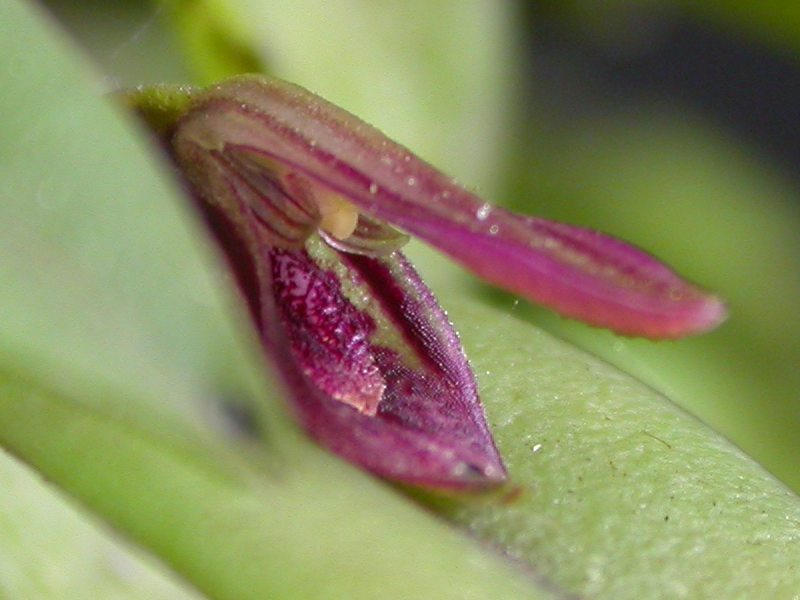
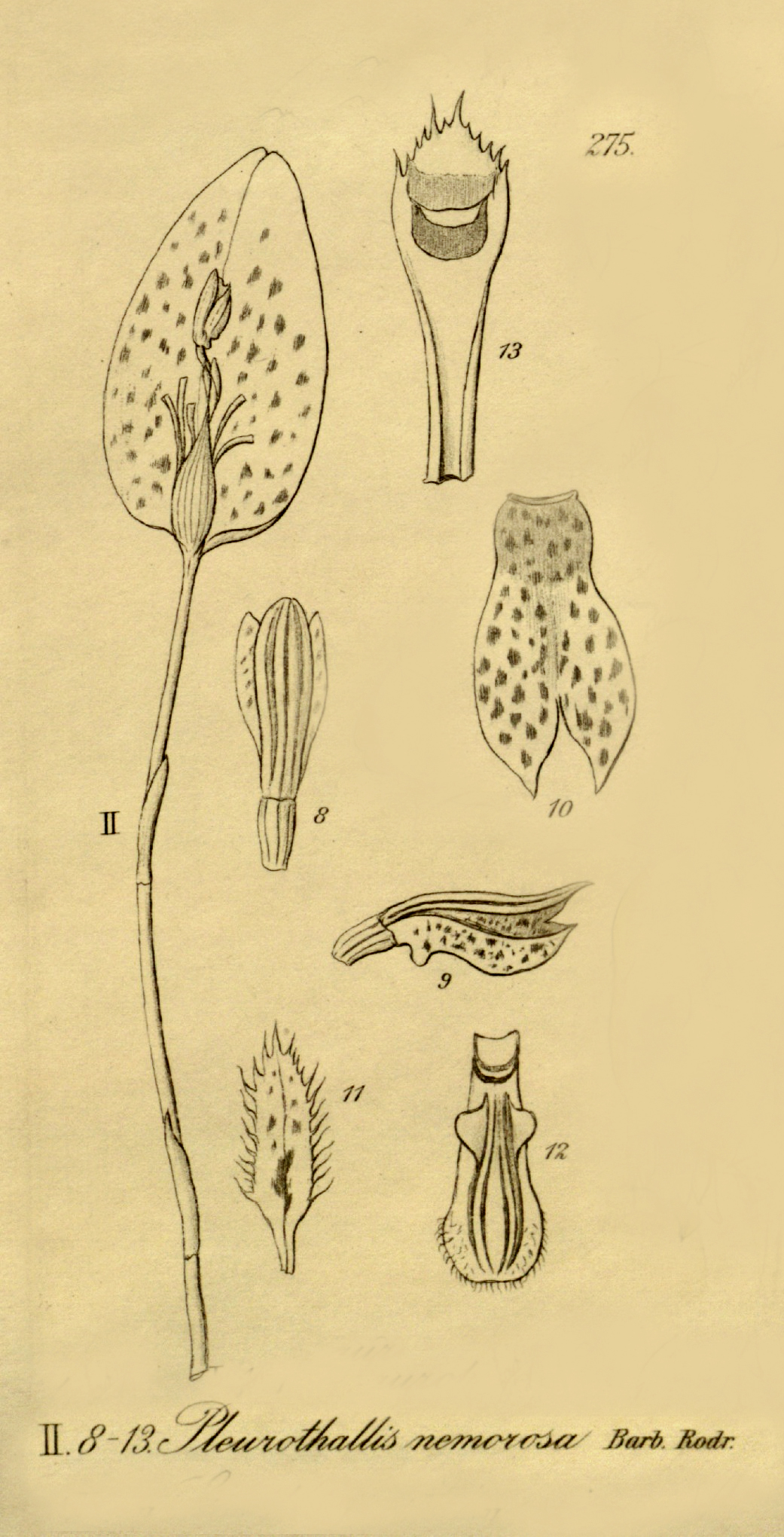
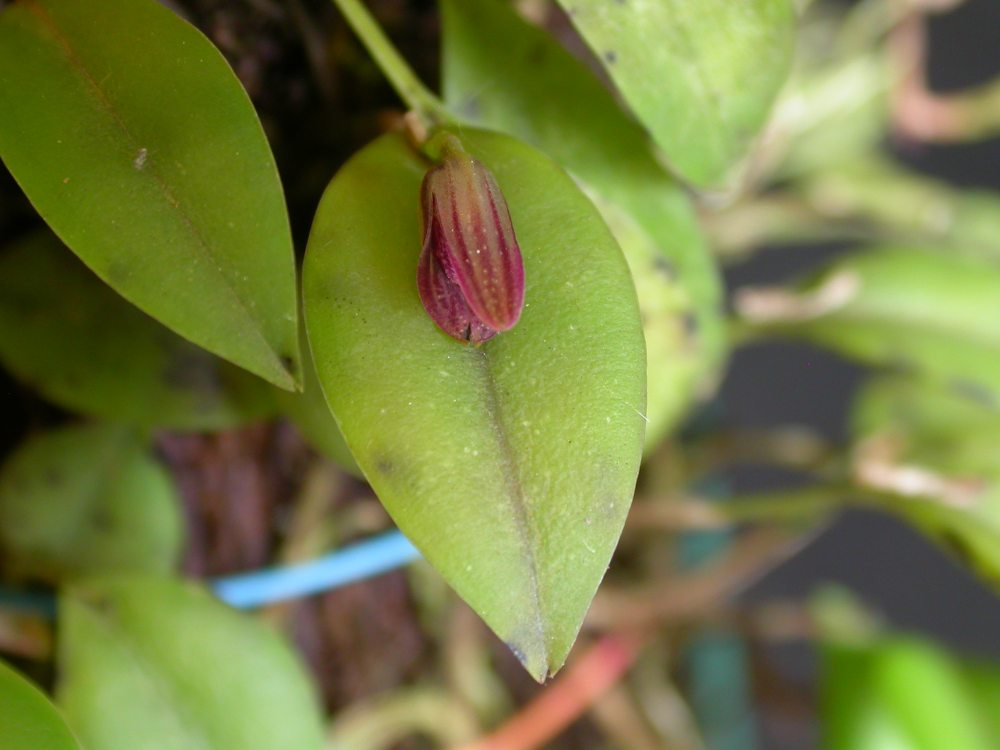
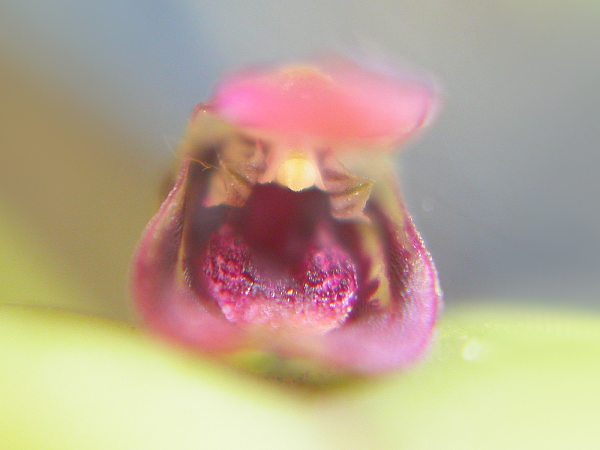